# 367
Cette page concerne l'année 367  du calendrier julien. Pour l'année 367 av. J.-C., voir 367 av. J.-C. Pour le nombre 367, voir 367 (nombre).
L'année 367 est une année commune qui commence un lundi.

## Événements
- 1er janvier : Flavius Jovin et Lupicinus, consuls.

- 10-30 mai : Valens est à Marcianopolis, en Mésie[1], d'où il mène sa première campagne contre les Goths[2]. Il passe le Danube sur un pont de bateaux à Daphné, forteresse au confluent de Argeș[3].

- Juin : Valentinien Ier est informé d'une action coordonnée des Barbares à la frontière du nord-est. Selon Ammien Marcellin, les Scots et les Attacotti d’Hibernie (Irlande) et les Pictes de Calédonie attaquent la Bretagne romaine, tandis que Saxons et Francs menacent le Rhin inférieur. Les commandements successifs échouent à résoudre le problème, et Valentinien fait appel au général d’origine espagnole Théodose[4].

- Juillet : violente grêle à Constantinople[5].

- 24 août : Valentinien Ier, tombé dangereusement malade, proclame coempereur son fils Gratien, âgé de huit ans, à Amiens. Valentinien se rend ensuite d'Amiens à Trèves par Reims, et apprend en route la mort du comte du littoral saxon (comes maritimi tractus) Nectaridus et la capture du duc de Bretagne Fullofaudes ; il envoie d'abord le comte des domestiques Sévère pour apprécier la situation, puis le maître de cavalerie Jovin, qui réclame l'envoi de puissantes troupes[5].

- 15 septembre : l'antipape Ursin, banni en 366, rentre à Rome, acclamé par ses partisans[6].
- 25 septembre : Valens est à Durostorum[1]. Il rejoint sa base de Marcianopolis[3].

- 8 octobre : Valentinien Ier est à Reims[5].
- 13 octobre : Valentinien Ier est à Trèves[5].

- 16 novembre : l'antipape Ursin est exilé une seconde fois de Rome avec sept de ses partisans par le préfet Prétextat[6].
- Hiver : l'hérésiarque Eunomius, évêque arien de Cyzique, est déposé et exilé en Maurétanie par le préfet du prétoire Auxonius, pour avoir accueilli l'usurpateur Procope[7].

- Les Perses envahissent l'Arménie, capturent et jettent en prison le roi Arsace, incendient les villes et terrorisent la population[2]. Sauromace II d'Ibérie est déposé et remplacé par Aspacure. Shapur II confie l’Arménie aux déserteurs arméniens Cylaces et Arrabannes avec l'ordre de prendre la forteresse d’Artogerassa, où s’est enfermée P'aranjem, la veuve d'Arsace[3].
- Le poète Ausone devient précepteur de Gratien[2].
- Le premier envoyé coréen arrive au Japon, émissaire du gouvernement de Kudara, selon le Nihon Shoki[8].

## Décès en 367
- Hilaire, évêque de Poitiers, né en 313.